# Iron Fists and Kung Fu Kicks
Iron Fists and Kung Fu Kicks es un documental australiano de historia de 2019, dirigido por Serge Ou, que a su vez lo escribió junto a Grady Hendrix, musicalizado por Rajan Kamahl, en la fotografía estuvo Geoff Ellis y los protagonistas son Jessica Henwick, Scott Adkins y Michael Jai White, entre otros. Esta obra fue realizada por Wildbear Entertainment, se estrenó el 2 de agosto de 2019.

## Sinopsis
Se expone la historia desconocida de Shaw Brothers, que preparó el camino para el apogeo del movimiento del cine de kung-fu, el cual tuvo una importante influencia en occidente que perdura hasta la actualidad.